# Europaspiele 2023/Teilnehmer (Malta)
| Gelbes Symbol für Goldmedaillen mit stilisierten Olympischen Ringen | Graues Symbol für Silbermedaillen mit stilisierten Olympischen Ringen | Braundes Symbol für Bronzemedaillen mit stilisierten Olympischen Ringen |
| ------------------------------------------------------------------- | --------------------------------------------------------------------- | ----------------------------------------------------------------------- |
| —                                                                   | —                                                                     | —                                                                       |

Malta nimmt an den Europaspielen 2023 in Krakau teil.

## Teilnehmer nach Sportarten

### Badminton
| Athleten      | Wettbewerb | Gruppenphase | Gruppenphase | Achtelfinale | Achtelfinale | Viertelfinale | Viertelfinale | Halbfinale | Halbfinale | Finale | Finale | Rang |
| Athleten      | Wettbewerb | Gegner       | Erg.         | Gegner       | Erg.         | Gegner        | Erg.          | Gegner     | Erg.       | Gegner | Erg.   | Rang |
| ------------- | ---------- | ------------ | ------------ | ------------ | ------------ | ------------- | ------------- | ---------- | ---------- | ------ | ------ | ---- |
| Männer        |            |              |              |              |              |               |               |            |            |        |        |      |
| Matthew Abela | Einzel     |              |              |              |              |               |               |            |            |        |        |      |

### Leichtathletik
| Team  | Wettbewerb  | Wettbewerb | Punkte | Punkte | Punkte | Punkte | Punkte | Punkte | Punkte     | Punkte    | Punkte    | Punkte      | Punkte           | Punkte      | Punkte    | Punkte     | Punkte     | Punkte         | Punkte     | Punkte     | Punkte     | Punkte | Rang |
| Team  | Wettbewerb  | Wettbewerb | 100 m  | 200 m  | 400 m  | 800 m  | 1500 m | 5000 m | 110 m Hü.* | 400 m Hü. | 4 × 100 m | 4 × 400 m** | 3000 m Hindernis | Kugelstoßen | Speerwurf | Hammerwurf | Diskuswurf | Stabhochsprung | Hochsprung | Dreisprung | Weitsprung | Gesamt | Rang |
| ----- | ----------- | ---------- | ------ | ------ | ------ | ------ | ------ | ------ | ---------- | --------- | --------- | ----------- | ---------------- | ----------- | --------- | ---------- | ---------- | -------------- | ---------- | ---------- | ---------- | ------ | ---- |
| Malta | 3. Division | Männer     | 10     | 11     | 12     | 11     | 11     | 15     | 11         | 4         | 13        | 8           | 11               | 4           | 2         | 10         | 9          | 10,50          | 7          | 7          | 9          | 352,50 | 5    |
| Malta | 3. Division | Frauen     | 10     | 10     | 14     | 14     | 14     | 10     | 5          | 5         | 12        | 8           | 8                | 8           | 10        | 9          | 9          | 12             | 5          | 11         | 11         | 352,50 | 5    |

* Die Frauen treten über 100 m Hürden, statt 110 m Hürden an.
** Die 4 × 400 m sind ein Mixed-Wettkampf.

#### Einzelresultate
| Wettbewerb       | Männer                                                           | Männer         | Männer | Männer      | Frauen                                                              | Frauen          | Frauen | Frauen      |
| Wettbewerb       | Athlet                                                           | Ergebnis       | Rang   | Rang Gesamt | Athletin                                                            | Ergebnis        | Rang   | Rang Gesamt |
| ---------------- | ---------------------------------------------------------------- | -------------- | ------ | ----------- | ------------------------------------------------------------------- | --------------- | ------ | ----------- |
| 100 m            | Beppe Grillo                                                     | 10,82 s        | 06     | 35          | Charlotte Wingfield                                                 | 12,15 s         | 06     | 37          |
| 200 m            | Beppe Grillo                                                     | 21,42 s PB     | 05     | 31          | Charlotte Wingfield                                                 | 24,43 s         | 06     | 37          |
| 400 m            | Graham Pellegrini                                                | 47,47 s        | 04     | 31          | Janet Richard                                                       | 52,37 s NR      | 02     | 17          |
| 800 m            | Christian Chetcuti                                               | 1:53,03 min    | 05     | 36          | Gina McNamara                                                       | 2:04,41 min PB  | 02     | 24          |
| 1500 m           | Jordan Gusman                                                    | 3:46,49 min SB | 05     | 28          | Gina McNamara                                                       | 4:28,28 min     | 02     | 29          |
| 5000 m           | Jordan Gusman                                                    | 14:16,92 min   | 01     | 25          | Lisa Bezzina                                                        | 17:38,54 min    | 06     | 35          |
| 110/100 m Hürden | Daniel Saliba                                                    | 15,32 s        | 05     | 36          | Alessia Cristina                                                    | 18,41 s SB      | 11     | 41          |
| 400 m Hürden     | Steve Camilleri                                                  | 57,43 s SB     | 12     | 41          | Rosalie Cauchi                                                      | 1:13,72 min SB  | 11     | 41          |
| 3000 m Hindernis | Luke Micallef                                                    | 9:11,87 min PB | 05     | 31          | Rosalie Cauchi                                                      | 11:36,84 min PB | 08     | 38          |
| 4 × 100 m        | Beppe Grillo Graham Pellegrini Luke Bezzina Omar El Aida Chaffey | 41,11 s SB     | 03     | 28          | Claire Azzopardi Janet Richard Alessia Cristina Charlotte Wingfield | 45,87 s SB      | 04     | 24          |
| Kugelstoßen      | Armani James                                                     | 10,71 m SB     | 12     | 44          | Mireya Cassar                                                       | 11,44 m SB      | 08     | 40          |
| Speerwurf        | Armani James                                                     | 30,54 m SB     | 14     | 46          | Claire McNamara                                                     | 36,67 m SB      | 06     | 37          |
| Hammerwurf       | Luca Martini                                                     | 53,28 m SB     | 06     | 34          | Mireya Cassar                                                       | 50,26 m         | 07     | 36          |
| Diskuswurf       | Luke Farrugia                                                    | 48,04 m        | 06     | 35          | Antonella Chouhal                                                   | 31,70 m SB      | 07     | 39          |
| Stabhochsprung   | Nicolai Bonello                                                  | 4,00 m         | 05     | 33          | Sana Grillo                                                         | 3,60 m =PB      | 04     | 28          |
| Hochsprung       | Ryan John Zammit                                                 | 1,70 m SB      | 09     | 41          | Kay Testa                                                           | 1,45 m SB       | 11     | 43          |
| Dreisprung       | Armani James                                                     | 13,78 m        | 09     | 39          | Rebecca Saré                                                        | 12,42 m         | 05     | 33          |
| Weitsprung       | Jeremy Zammit                                                    | 7,18 m         | 07     | 33          | Claire Azzopardi                                                    | 5,77 m          | 05     | 33          |

| Wettbewerb | Mixed                                                     | Mixed          | Mixed | Mixed       |
| Wettbewerb | Athleten                                                  | Ergebnis       | Rang  | Rang Gesamt |
| ---------- | --------------------------------------------------------- | -------------- | ----- | ----------- |
| 4 × 400 m  | Steve Camilleri Kay Testa Graham Pellegrini Janet Richard | 3:33,91 min SB | 8     | 40          |

Ersatz: Ben Micallef

### Schießen
| Athleten          | Wettbewerb | Qualifikation   | Qualifikation | Finale          | Finale | Rang |
| Athleten          | Wettbewerb | Ringe/ Scheiben | Rang          | Ringe/ Scheiben | Rang   | Rang |
| ----------------- | ---------- | --------------- | ------------- | --------------- | ------ | ---- |
| Frauen            |            |                 |               |                 |        |      |
| Eleanor Bezzina   |            |                 |               |                 |        |      |
| Mikaela Galea     |            |                 |               |                 |        |      |
| Männer            |            |                 |               |                 |        |      |
| Clive Farrugia    |            |                 |               |                 |        |      |
| Marcello Attard   |            |                 |               |                 |        |      |
| Marlon Attard     |            |                 |               |                 |        |      |
| Gianluca Chetcuti |            |                 |               |                 |        |      |